# Metro de Valencia (Venezuela)
El Metro de Valencia es un sistema de metro ligero que sirve a la ciudad de Valencia, capital del Estado Carabobo, Venezuela. Funciona comercialmente desde el año 2007, a lo largo de más de 6,2 kilómetros con 9 estaciones operativas, cuyo recorrido inicia en la zona sur de la ciudad, cerca de la Plaza de Toros, hasta el Rectorado de la Universidad de Carabobo (antigua estación del Ferrocarril Inglés de Venezuela). Durante el mes de septiembre de 2019, movilizó 1.119.253 pasajeros, y desde su puesta en funcionamiento hasta julio de 2018 transportó 207.316.381 pasajeros.

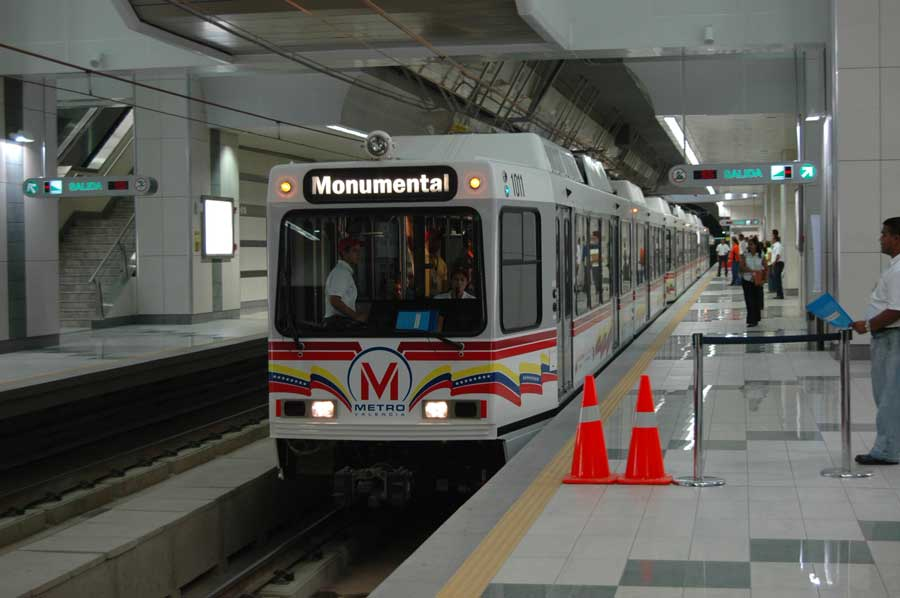
Estación Cedeño

Es uno de los medios de transporte más conocido, importante y usado en la ciudad de Valencia.

## Historia
En 1975, se realizaron estudios de factibilidad para su construcción y, en mayo de 1991, fue constituida como empresa, tomando su carácter jurídico en el mes de agosto del mismo año. En 1994, Argenis Ecarri, alcalde de Valencia, coloca la primera piedra de construcción en las áreas verdes y estacionamientos del Parque Recreacional del Sur, pero la obra fue paralizada al poco tiempo, debido a dificultades presupuestarias.
En 1997, se abrió el proceso de licitaciones para ejecutar las obras civiles de la primera etapa de la línea 1. Resultaron contratadas, en 1998, las empresas Ghella Sogene, Siemens A.G., Poyry Vepica y Telvent Tráfico y Transporte, para la construcción de las estaciones, los túneles de trinchera abierta y, posteriormente, el patio de mantenimiento y control del sistema.
En el año 2000, con la intervención del ejecutivo nacional, presidido por el presidente Hugo Chávez, se adquiere el 92% de las acciones del Metro de Valencia, incorporando al Estado como su accionista principal (el Metro quedó adscrito al MINFRA), y además, se decide cambiar el método constructivo de trinchera abierta a túnel circular, por medio de una máquina taladradora (TBM por sus siglas en inglés), coloquialmente conocida como topa. Se adquiere, en el año 2002, esta máquina, la cual fue bautizada como "Topa Beatriz". A partir del 7 de marzo de ese año, esta máquina comenzó a excavar los kilómetros restantes de túnel. 
La construcción de la línea 1, desde 1997 hasta 2006, fue realizada a un costo de 782 680 719,71 dólares estadounidenses, financiada por medio de fondos públicos nacionales e internacionales (Fondo Conjunto Chino-Venezolano).(pág. 3)
Las primeras estaciones fueron inauguradas en el último trimestre del año 2006: Monumental, Palotal y Cedeño. Su actividad comercial inició en el año 2007, poniéndose en funcionamiento el resto de las estaciones de la línea 1: Las Ferias, Santa Rosa, Michelena y Lara. El costo del boleto, sin importar el número de estaciones a recorrer, era de 0,50 BsF para el público en general y de 0,15 BsF el boleto estudiantil, con exoneración para los adultos mayores y personas con discapacidad.
| Fecha      | Valor general  | Estudiantes   | Gaceta Oficial de la República Bolivariana de Venezuela |
| ---------- | -------------- | ------------- | ------------------------------------------------------- |
| 23/12/2014 | 4,00 BsF       | 1,20 BsF      | 40.568 (Resolución 052)                                 |
| 23/05/2019 | 40 BsS         | 40 BsS        | 6.457 (Exhorto Oficial)                                 |
| 22/03/2024 | Bs 10 / $ 0.28 | Bs 5 / $ 0.14 | 42.842                                                  |

## Proyectos de ampliación

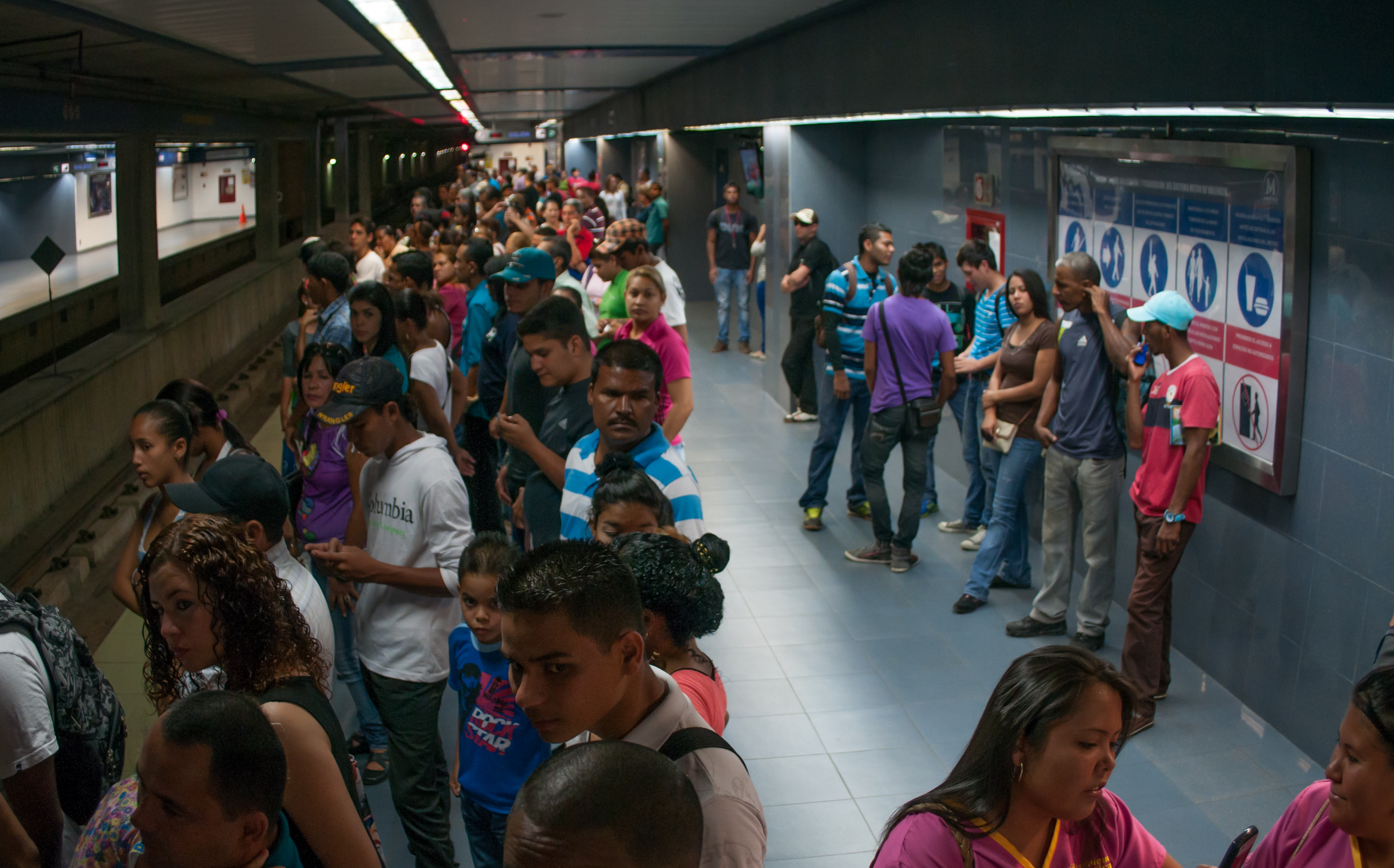
Andén en una estación del metro.

Concebido como un sistema de transporte masivo subterráneo, se inauguró el primer tramo de 4,3 km de manera preoperativa y gratuita para el público, el 18 de noviembre de 2006. Su operación comercial comenzó un año más tarde, el 18 de noviembre de 2007, fecha en la cual entraron en operación, además, las estaciones: Las Ferias, Michelena, Santa Rosa y Lara. Luego, se inauguró, el 29 de abril de 2015, las estaciones: Rafael Urdaneta y Francisco de Miranda, con lo cual se alcanzaron 6,2 km de recorrido.
La primera etapa de su recorrido comienza en el sur de la ciudad, en las cercanías de la Plaza de toros Monumental de Valencia, hasta el centro de la ciudad, en la avenida Cedeño. Sin embargo, el proyecto aspira la creación de una red (por medio de la finalización de la línea 2 y de la construcción de las líneas 3 y 4)(pág. 2 y 15) que cruce a lo largo la ciudad de Valencia (partiendo desde la Zona de la Plaza Monumental de Toros del municipio homónimo) hasta llegar a la zona de Bárbula, en el municipio Naguanagua (línea 3), donde habrá una estación de interconexión modal con el sistema ferroviario central. Dicho punto servirá para que los usuarios realicen una conexión "Metro-Tren". Además, se pretende extender el servicio y conectar el municipio San Diego hasta el sector de Flor Amarillo, en la Parroquia Urbana Rafael Urdaneta (línea 4).

## Estaciones

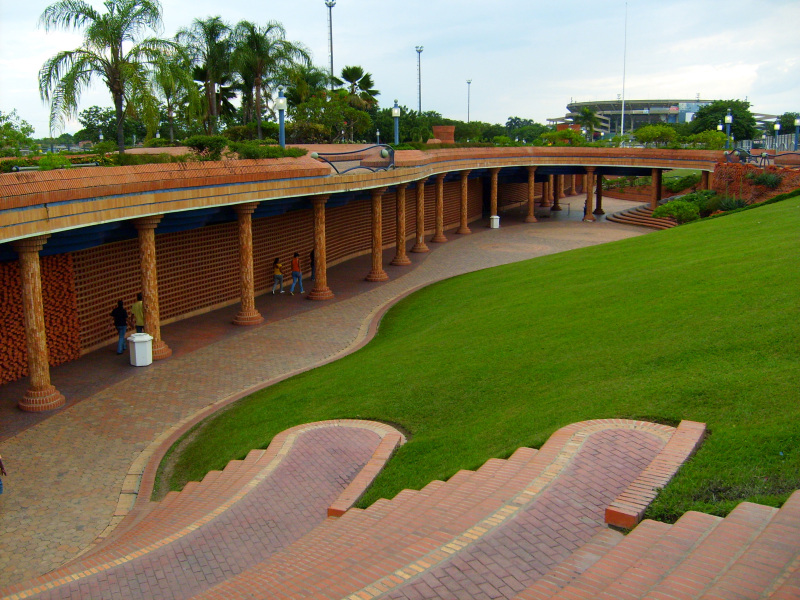
Estación Monumental del Metro de Valencia, Venezuela.

El metro de Valencia está básicamente proyectado para conformar cuatro líneas, sumando un total de 30 estaciones.(pág. 2 y 15) Todas las estaciones que conforman la primera y parte de la segunda línea son subterráneas, ejecutadas en concreto armado.
Entre las siete estaciones de la Línea 1, sobresale el diseño de la estación Monumental (llamada popularmente Plaza de Toros, por su localización), pues, cuenta con un terminal de autobuses adyacente, amplio estacionamiento y una extensa jardinera, cuyo paisajismo se integra con el Monumental de Valencia.
El proceso constructivo de las estaciones constó en la ejecución de muros colados para, posteriormente, proceder a la construcción de la infraestructura de soporte de la estación en concreto armado.
La empresa alemana Siemens le suministro a las estaciones los equipos eléctricos necesarios para su funcionamiento (señalización, telecomunicación y electrificación), además de 12 vehículos.

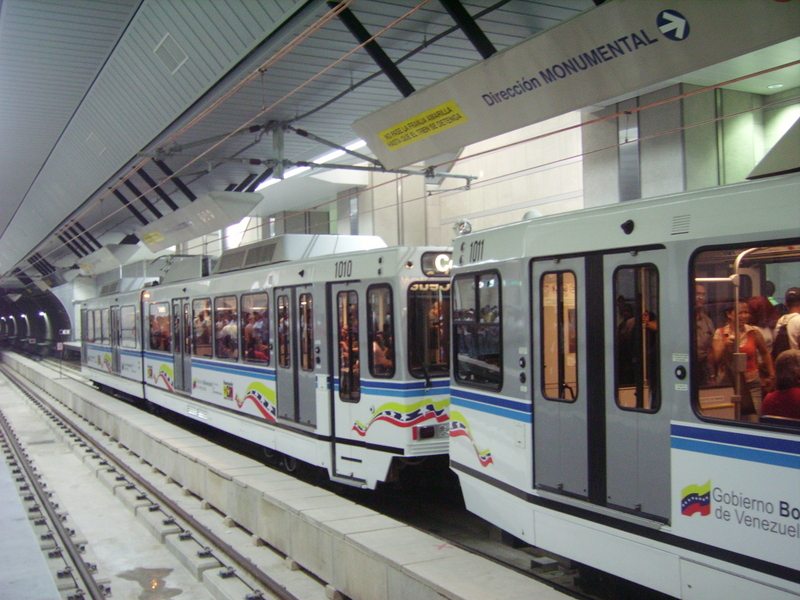
Metro de Valencia, Venezuela

Actualmente, solo se ha culminado la Línea 1 y parte de la Línea 2, estando el resto de la construcción de la segunda línea, en obras, y el resto del sistema, continua en etapa de planeación. Es de destacar, que la tercera línea, ubicada en el municipio Naguanagua de la ciudad, tiene la particular característica que en su última estación (Estación Simón Bolívar, ubicada junto al campus de la Universidad de Carabobo), será de interconexión modal con el sistema ferroviario central del país, favoreciendo a los estudiantes de dicha Universidad, al existir mayor facilidad de transporte hacia otros estados.
| Líneas | Estaciones                               | Longitud (km) | Estatus                                            |
| ------ | ---------------------------------------- | ------------- | -------------------------------------------------- |
| 1      | Estación Monumental                      | 4,30          | En servicio, desde el 18 de noviembre de 2006.     |
| 1      | Estación Las Ferias                      | 4,30          | En servicio, desde el 18 de noviembre de 2007.     |
| 1      | Estación Palotal                         | 4,30          | En servicio, desde el 18 de noviembre de 2006.     |
| 1      | Estación Santa Rosa                      | 4,30          | En servicio, desde el 18 de noviembre de 2007.     |
| 1      | Estación Michelena                       | 4,30          | En servicio, desde el 18 de noviembre de 2007.     |
| 1      | Estación Lara                            | 4,30          | En servicio, desde el 18 de noviembre de 2007.     |
| 1      | Estación Cedeño                          | 4,30          | En servicio, desde el 18 de noviembre de 2006.     |
| 2      | Estación Rafael Urdaneta                 | 4,30          | En servicio parcial, desde el 29 de abril de 2015. |
| 2      | Estación Francisco de Miranda            | 4,30          | En servicio parcial, desde el 29 de abril de 2015. |
| 2      | Estación Negra Hipólita                  | 4,30          | En obras, ubicada en el sector Los Sauces.         |
| 2      | Estación Josefa Camejo                   | 4,30          | En obras, ubicada en el sector El Viñedo.          |
| 2      | Estación Girardot                        | 4,30          | En obras, ubicada en el sector Majay.              |
| 2      | Estación Tacarigua                       | 4,30          | En obras, ubicada en el sector Guaparo.            |
| 3      | Estación Paramacay                       | 5,60          | En planificación.                                  |
| 3      | Estación Luisa Cáceres de Arismendi      | 5,60          | En planificación, ubicada en el sector La Granja.  |
| 3      | Estación Simón Rodríguez                 | 5,60          | En planificación, ubicada en el sector Caprenco.   |
| 3      | Estación Concepción Palacios             | 5,60          | En planificación, ubicada en el sector Tarapio.    |
| 3      | Estación José Félix Ribas                | 5,60          | En planificación, ubicada en el sector La Campiña. |
| 3      | Estación Simón Bolívar                   | 5,60          | En planificación, ubicada en el sector Bárbula.    |
| 4      | Estación La Florida                      | 18,26         | En planificación.                                  |
| 4      | Estación La Guacamaya                    | 18,26         | En planificación.                                  |
| 4      | Estación Cementerio                      | 18,26         | En planificación.                                  |
| 4      | Estación Hospital                        | 18,26         | En planificación.                                  |
| 4      | Estación Aranzazu                        | 18,26         | En planificación.                                  |
| 4      | Estación Lara II                         | 18,26         | En planificación.                                  |
| 4      | Estación Branger                         | 18,26         | En planificación.                                  |
| 4      | Estación Uslar                           | 18,26         | En planificación.                                  |
| 4      | Estación Estadio (Henry Ford)            | 18,26         | En planificación.                                  |
| 4      | Estación La Quizanda (nombre en estudio) | 18,26         | En planificación.                                  |
| 4      | Estación Bomberos (nombre en estudio)    | 18,26         | En planificación.                                  |

Se estudia una propuesta de crear una línea que cubre el trayecto desde la población de San Diego al norte, la cual podría conectar hacia el terminal de pasajeros Big Low Center, La Quizanda, La Isabelica y culminando en la población de Flor Amarillo, específicamente en la urbanización Los Bucares.

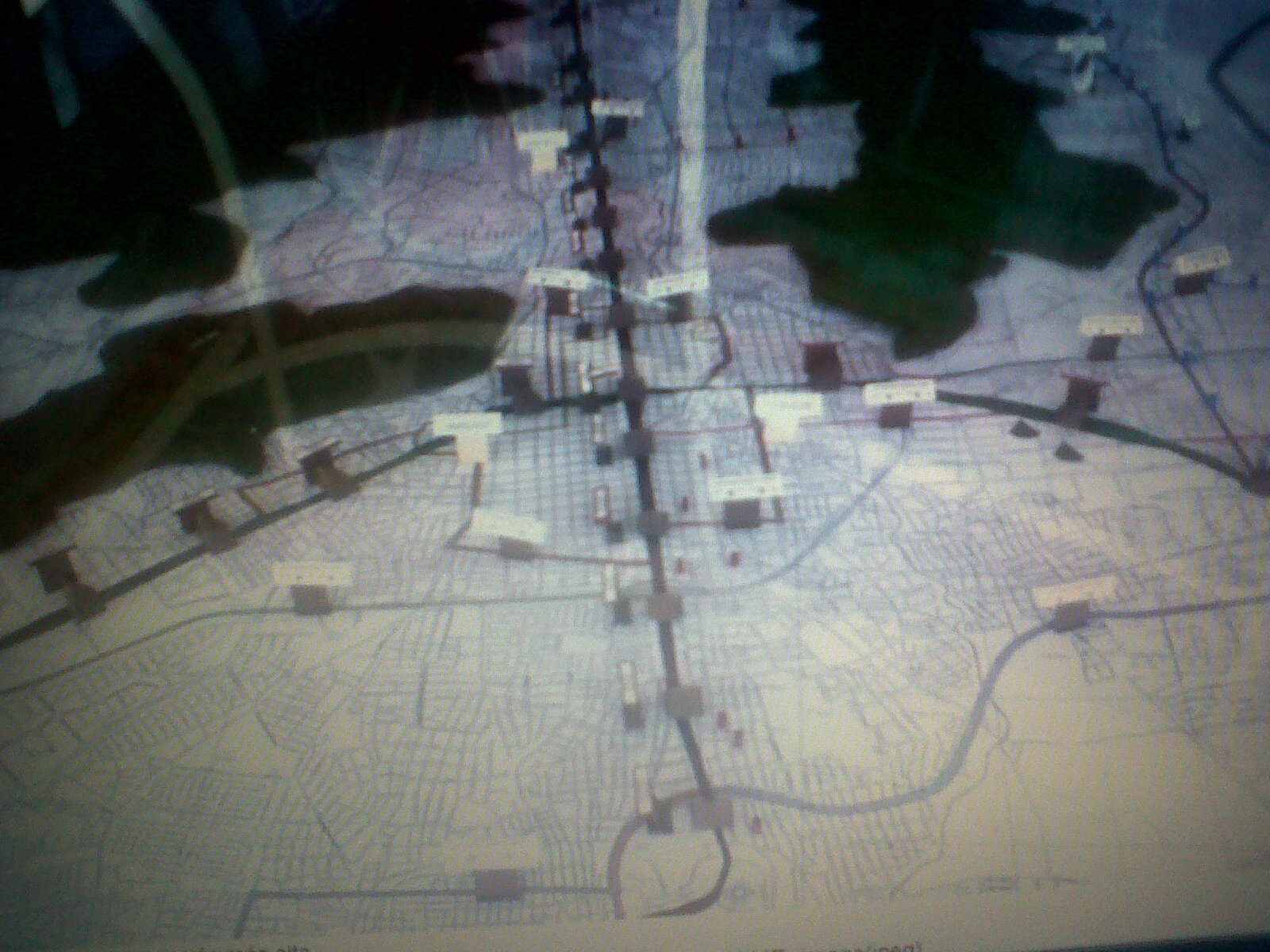
Maqueta Del Metro de Valencia

## Incidencias
Una de las incidencias más importantes que ha presentado el Metro de Valencia, ha sido cuando, el 27 de diciembre de 2018, se registrara un sismo de magnitud 4,9 que sacudiría a Valencia, por lo cual, las autoridades del organismo decidirían tomar como medida, de forma preventiva, no prestar servicio comercial.
Actualmente, ninguna estación posee aires acondicionados, ascensores y escaleras mecánicas.